# 潙仰宗
潙仰宗（いぎょうしゅう）は、中国で成立した禅宗の一派である。禅宗五家（臨済、潙仰、雲門、曹洞、法眼）の一つ。

## 成立
宗派あるいは教団としての禅宗が成立したのは、初唐頃である。その後、禅は神秀系統の北宗禅と、慧能系統の南宗禅とに分派した。潙仰宗の法系は、南宗禅に連なり、
　慧能 - 南嶽懐譲 - 馬祖道一 - 百丈懐海
といった系統に繋がっている。百丈懐海の法嗣となった潙山霊祐が、元和元年（806年）に、潙山（湖南省長沙市寧郷市潙山郷）で独自の禅を提唱したのに始まる。更に、その法嗣となった慧寂が、仰山（江西省宜春市袁州区）に住して、師の教えを確立したので、その両者の住した山の名をとって、潙仰宗と称されている。
五代十国時代には、荊南や南唐で教線を展開した。慧寂の法嗣である南塔光涌（850年 - 938年）や、西塔光穆、光涌を嗣いだ芭蕉慧清、更に光穆の門弟である資福如宝らの名が知られている。しかし、五代十国の末頃には、次第に衰退し始めた。

## 宗風
その宗風は、「方円黙契」と称せられ、『法眼十規論』では「谷の韻に応じるが如く、関の符を合するに似たり。規儀を差別すると雖も、かつ融会を礙ぐることなし」と述べている。また、『五家宗旨纂要』では「潙仰の宗風は、父子一家、師資唱和し、（中略）体用及び彰る」と述べられている。
つまり、その宗風には、黙照禅と称される曹洞宗に類似した点も見られるが、身内的で、孤立的な性格があったものと思われる。その宗風が、逆に災いし、同系の臨済宗が隆盛するにつれて、衰退して行き、宋代に至って遂に吸収同化されてしまったものと考えられる。